# سد گاوازنگ
 سد گاوازنگ  یکی از سدهای در حال بهره‌برداری استان زنجان است.

## نگارخانه‌

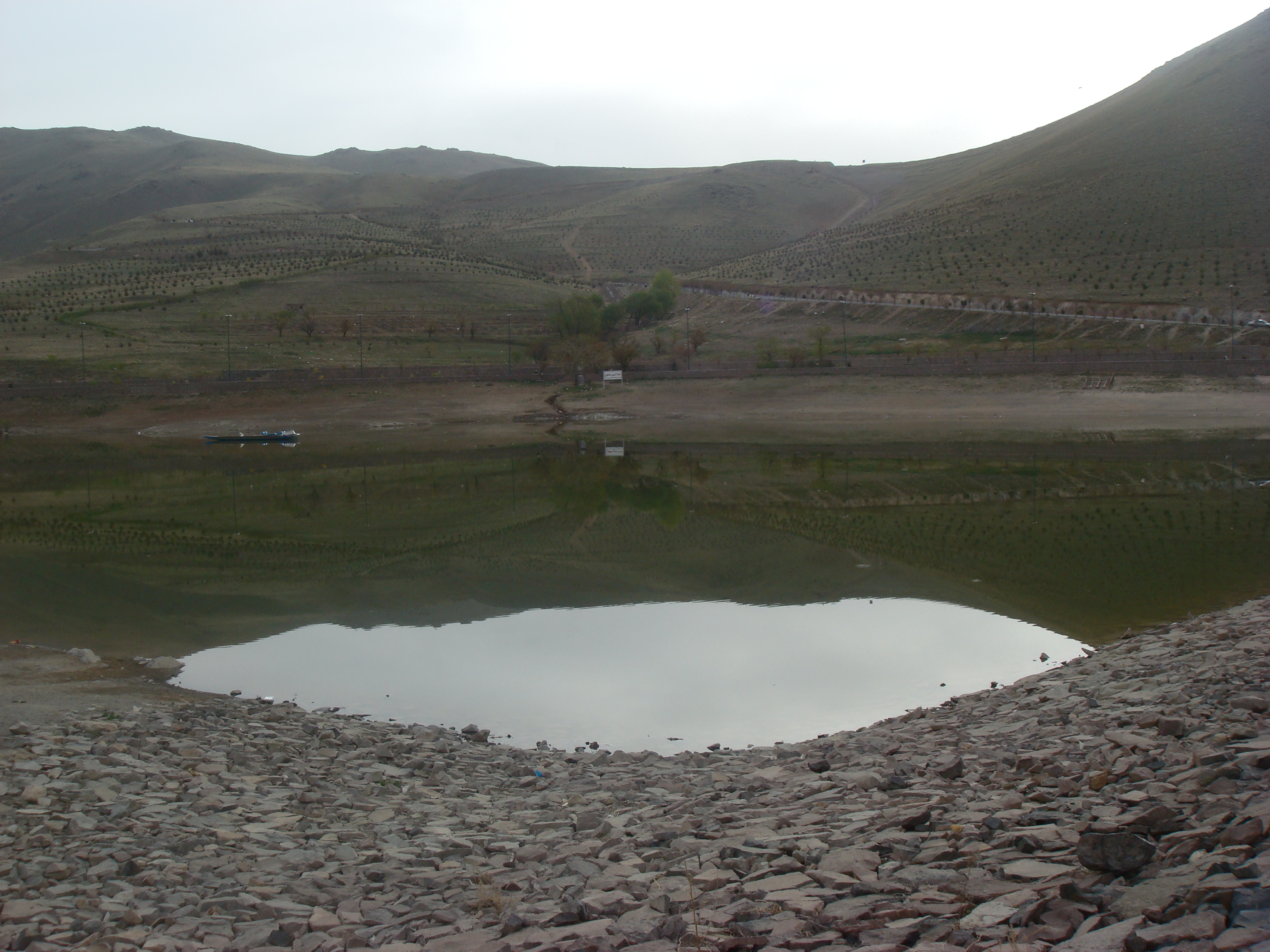
دریاچه کوچک در کنار کوه گاوه‌زنگ در زنجان
مجموعه تفریحی ائل داغی (گاوه زنگ) زنجان